# Gary Coleman
Gary Wayne Coleman (Zion, 8 de fevereiro de 1968 – Provo, 28 de maio de 2010) foi um ator, comediante, personalidade de televisão e dublador americano, conhecido mundialmente por estrelar o seriado Diff'rent Strokes no papel de Arnold Jackson.
Foi um dos atores infantis mais bem pagos do final dos anos 1970 e 1980, sendo considerado um dos atores infantis mais influentes na indústria de atuação.

## Biografia
Gary Wayne Coleman nasceu em 1968 na cidade de Zion. O ator sofria, desde seu nascimento, de uma doença renal que desenvolveu uma nefrite e fez com que, aos 20 anos, Coleman parecesse uma criança de 8. Tal condição o daria o papel de Arnold Jackson em Diff'rent Strokes. Ele fez dois transplantes renais, um aos cinco anos e outro aos catorze, além de fazer diálises semanais.

## Carreira

### 1978–86:Diff'rent Strokes
Foi protagonista de Diff'rent Strokes (Arnold, no Brasil) após os diretores de televisão o escolherem por sua baixa estatura, consequência disfunção renal que tinha desde o nascimento. Sua aparência ficou de uma criança de 8 anos até o fim da série, em 1986. Tornou-se astro da noite para o dia, aparecendo em comerciais e estrelando em 1982 o seu próprio desenho animado - The Gary Coleman Show (exibido no Brasil pela Rede Manchete, com o nome Andy, o Anjinho da Guarda).

### 1986–2010: Carreira pós-Diff'rent Strokes, falência, candidatura e morte
Com o fim de Diff'rent Strokes em 1986, Gary passou a fazer pequenas aparições em séries e filmes, até que foi sendo esquecido pelos produtores e pelo seu público. Tentou suicídio duas vezes e mais tarde processou seus pais e empresário, por roubarem todo o seu dinheiro. Quando estava em um shopping de Los Angeles, esmurrou uma fã, que insistentemente queria seu autógrafo. Foi preso e processado a pagar as despesas médicas da vítima. Fez uma rápida aparição em The Fresh Prince of Bel-Air (Um Maluco no Pedaço, no Brasil), onde ele e seu pai vão à mansão dos Banks no intuito de comprá-la.
Em 2001, falido e com dívidas, arrumou um emprego como segurança também em um shopping de Los Angeles. Em 2003, concorreu ao governo da Califórnia e perdeu para um outro ator, Arnold Schwarzenegger. Desde então, fez aparições esporádicas na TV. A última foi na série  Drake & Josh (também exibida pelo canal Nickelodeon), no episódio "The Gary Coleman Grill", em uma gozação com o famoso  George Foreman Grill e até virando personagem de Postal²: Share the Pain. Gary também fez uma pequena aparição em dois episódios da série My Wife and Kids (Eu, a Patroa e as Crianças, no Brasil), onde seu nome era mencionado no sonho de Michael Kyle (personagem de Damon Wayans): "Kady será baixinha e bonitinha pra sempre, assim como Gary Coleman", em outro onde é carregado por Shaquille O'Neal e em outro quando aparece como um entregador de pizza. Também é citado no seriado Everybody Hates Chris (Todo mundo odeia o Chris no Brasil) no episódio em que Chris e Greg matam aula para ir ao cinema, no episódio em que Chris ouve e conta piadas, além de ser mencionado como um dos comediantes preferidos do Caruso no episódio do novo diretor.

## Morte
Coleman morreu em 28 de maio de 2010, aos 42 anos, em sua casa em Provo, Utah. A saúde do ator havia piorado desde sua internação no dia 27 de maio. Coleman teria caído da escada de sua casa, localizada na cidade de Santaquin, próxima a Salt Lake City, e sofrido uma hemorragia craniana. De acordo com o site especializado em notícias de celebridades TMZ, Coleman teria caído e batido a cabeça. Segundo a página, o ator de 42 anos já teria sofrido duas convulsões no mesmo ano, uma delas durante uma entrevista de TV. Há rumores que a queda possa ter sido provocada, ou seja, foi empurrado pela escada abaixo.
Uma curiosidade é que até junho do mesmo ano o corpo do ator não tinha sido enterrado, segundo o 'Popcrunch', disputas jurídicas entre os pais do ator e sua ex-mulher impediam que o enterro se realizasse. Por fim, a justiça decidiu cancelar os planos de sepultamento, e, assim, preferindo seguir os desejos do próprio ator, o seu corpo foi cremado em cerimônia privada.

## Video Games
- Postal² (2003) como ele mesmo

## Carreira
| Ano  | Filme                                   | Notas                                                 |
| ---- | --------------------------------------- | ----------------------------------------------------- |
| 1980 | Scout's Honor                           |                                                       |
| 1981 | On the Right Track                      |                                                       |
| 1982 | Jimmy the Kid                           |                                                       |
| 1983 | The Kid with the 200 I.Q.               |                                                       |
| 1985 | Playing with Fire                       |                                                       |
| 1994 | Party                                   | Curta-metragem; Coleman também foi produtor-associado |
| 1994 | S.F.W.                                  |                                                       |
| 1996 | Fox Hunt                                |                                                       |
| 1997 | Off the Menu: The Last Days of Chasen's | Documentário                                          |
| 1998 | Dirty Work                              | Participação especial como ele mesmo                  |
| 1998 | Like Father, Like Santa                 | Duende supervisor                                     |
| 2000 | The Flunky                              |                                                       |
| 2000 | Shafted!                                |                                                       |
| 2002 | Frank McKlusky, C.I.                    | Participação especial                                 |
| 2003 | Dickie Roberts: Former Child Star       | Participação especial                                 |
| 2004 | Chasing the Edge                        | Participação especial; curta-metragem                 |
| 2004 | Save Virgil                             | Curta-metragem                                        |
| 2005 | A Christmas Too Many                    |                                                       |
| 2006 | Church Ball                             |                                                       |
| 2008 | An American Carol                       |                                                       |
| 2009 | Midgets vs. Mascots                     | Ele mesmo                                             |

## Televisão
- The Jeffersons (1977)
- Good Times (1977)
- Diff'rent Strokes (1978-1986)
- The Kid from Left Field (1979)
- Scout's Honor (1980)
- The Facts of Life (1980)
- Buck Rogers in the 25th Century (episódio "The Cosmic Wizz-Kid")
- The Kid with the Broken Halo (1982)
- The Gary Coleman Show (1982) (voz)
- The Kid with the 200 I.Q. (1983)
- The Fantastic World of D.C. Collins (1984)
- Playing with Fire (1985)
- 227 (1990)
- The Fresh Prince of Bel-Air
- The Ben Stiller Show (1993) como ele mesmo
- Like Father, Like Santa (1998)
- The Simpsons, "Grift of the Magi" (19 de dezembro de 1999)
- The Drew Carey Show, "What's Wrong with this Episode? IV" (28 de março de 2001)
- Drake and Josh
- A Carol Christmas (2003)
- My Wife and Kids
- The Jamie Foxx Show como Cupido
- Married… with Children
- Drake and Josh como ele mesmo
- Unscrewed with Martin Sargent (2003-2004)
- Simon & Simon, "Like Father, Like Son"
- The Parkers como ele mesmo
- The Simpsons como ele mesmo
- Penn & Teller: Bullshit! "The Apocalypse" como ele mesmo